# Mislav Vrlić
Mislav Vrlić (Rijeka, 4. travnja 1996.) hrvatski je vaterpolist. Igra za HAVK Mladost. Visok je 199 cm. Njegov stariji brat Josip također je vaterpolist.

## Vanjske poveznice
- Instagram
- Facebook
- Vaterpolist VK Primorja, Mislav Vrlić, posjetio je Specijalnu bolnicu Medico i našeg ortopeda prof. dr. sc. Radovana Mihelića.